# Пекорино романо
Пекорино романо (італ. pecorino romano) — солоний овечий сир, належить до категорії твердих сирів. Виробляється в Італії з молока овець, що пасуться на територіях регіону Лацій і острова Сардинії.

## Історія
Вперше цей вид сиру почали готувати близько двох тисяч років тому в римських околицях. Технологія його виробництва згадується в працях Плінія Старшого, Марка Теренція Варрона і римського хлібороба Колумелли. Ці ж способи виготовлення збереглися до наших днів. Цей вид сиру був основною провізією легіонерів Стародавнього Риму, вони брали його із собою в походи. До 1884 року сир виробляли в регіоні Лацій. Потім влада міста встановила обмеження на виготовлення сиру в околицях Риму. Його виробництво перенесли в комуну Гавої на острові Сардинія.

## Опис
Сир ароматний і гострий, із характерним солоним присмаком. Термін дозрівання сиру впливає на його гостроту, зазвичай він становить від 8 до 12 місяців. У продукту циліндрична форма, його маса становить від 5,5 до 22 кілограмів. Діаметр головки сиру дорівнює 20 сантиметрів, а його висота — 30 сантиметрам. У сиру гладка шкірка і щільна текстура. Колір варіюється від білого до солом'яного. На смак і аромат сиру впливає тип використовуваного молока. Жирність молока, яке використовується в процесі приготування сиру, повинна становити не менше 6,8 %. В сирі містяться амінокислоти, фосфор, кальцій, вітамін групи А, В, РР, С і Е. Пекоріно Романо — інгредієнт паст, супів і салатів, його вживають як самостійну закуску. З медом подають як десерт.

## Виготовлення
Процес виготовлення сиру починається в листопаді і триває до червня. Створожене молоко нагрівають до 45 градусів і витримують протягом доби. Потім сироватку відділяють і починається процес пресування сиру. Після дозрівання продукту протягом 90 днів він стає більш сухим і солоним. Сирні головки поміщають в спеціальні камери, де підтримується висока вологість і невисокі температури. Там вони перебувають близько року.